# Toshiro Suga
Toshiro Suga (Tokyo, 22. kolovoza 1950.), japanski majstor borilačkih vještina i glumac. Izravni je učenik Moriheija Ueshibe. Nositelj je 7. Dana u aikidu. 

## Borilačke vještine
Toshiro Suga započeo je vježbati judo s 15 godina tokyskom policijskom dojou. U dobi od 17 godina (1968. godine), vođen očevim savjetima, započeo je vježbati aikido u Hombu dojou u Tokyu. Sljedećih godinu i po dana, svakodnevno je vježbao kod Moriheija Ueshibe. Nakon Ueshibine smrti, pohađao je sate aikida kod Mitsugi Saotomea, Akira Toheija, Yasua Kobayashija, Koichi Toheija, Kisshomaru Ueshibe i Morihira Saita.
Toshiro Suga se preselio u Francusku u ljeto 1971. godine. Tu je upoznao Nobuyoshi Tamuru, kod koga je nastavio vježbati aikido. Od 1980. Toshiro Suga podučava aikido u Saint-Brieuc, potom od 1985. do 1989. predaje aikido u Kanadi, gdje podučava tamošnju vojsku ovoj vještini. Od 1989. do 2002. godine podučava aikido u francuskom gradu Brest. Od 2002. godine, Toshiro Suga predaje aikido u gradu Sartrouville (Pariski region), te drži seminare aikida širom svijeta. Posebno je doprinio razvoju i širenju aikida u Bosni i Hercegovini, Sjevernoj Makedoniji i Srbiji.
Imao je kratku karijeru u kinematografiji, dijelom zahvaljujući svome učeniku Michaelu G. Wilsonu. Glumio je ulogu Changa u filmu James Bonda Operacija svemir, 1979. godine.

## Filmografija

### Filmovi
- Operacija svemir (1979.)
- Tout dépend des filles... (1980.)
- Le Bouffon  (1981.)
- Charlots connection (1984.)

### Aikido
- Ken, les racines de l'aïkido  Arhivirana inačica izvorne stranice od 4. svibnja 2009. (Wayback Machine), 2006
- Jo, le pilier de l'aïkido  Arhivirana inačica izvorne stranice od 22. svibnja 2009. (Wayback Machine)
- Les Fondements de l'aïkido  Arhivirana inačica izvorne stranice od 7. studenoga 2009. (Wayback Machine)

## Vanjske povezice
- Site perso  Arhivirana inačica izvorne stranice od 5. listopada 2011. (Wayback Machine)
- Article : Toshiro Suga, l'Aïkido sans concessions (French)
- Article : Toshiro Suga, le combat contre soi-même (French)
- une pratique de l’existence (French)
- Short bio  Arhivirana inačica izvorne stranice od 29. lipnja 2008. (Wayback Machine) (French)
- bio on the FFAB site